# Première circonscription de Nice
Ne doit pas être confondu avec Première circonscription des Alpes-Maritimes.
La première circonscription de Nice est l'une des circonscriptions législatives françaises en vigueur sous la Troisième République durant les périodes où l'élection des députés s'effectue selon le scrutin d'arrondissement. Nice désigne donc ici l'arrondissement de Nice. 
La circonscription correspond essentiellement à la ville de Nice de sa création en 1875 jusqu'en 1910 et est alors appelée « Nice-ville ». Elle correspond entre 1910 et 1928 essentiellement à la partie de la ville de Nice située sur la rive droite du Paillon, puis à la partie ouest de Nice à partir de 1928. Deux personnalités républicaines modérées en sont longtemps les députés : Alfred Borriglione durant près de 10 ans de 1876 à 1885, et Flaminius Raiberti durant 29 ans de 1890 à 1919. C'est aussi la circonscription de Jean Médecin lorsqu'il a été député sous la IIIe République, entre 1932 et 1939. 

## Description géographique
Le redécoupage des circonscriptions de 1875 découpe l'arrondissement de Nice en deux circonscriptions conformément à la loi organique du 30 novembre 1875. La première circonscription est alors composée des cantons de Nice-Est et de Nice-Ouest ce qui correspond à la totalité de la ville de Nice ainsi qu'aux communes de Saint-André, Falicon et La Trinité. La circonscription est alors appelée « Nice-ville », par distinction avec la deuxième circonscription de Nice qui est qualifiée de « Nice-campagne ».
À partir des élections législatives de 1910, une troisième circonscription est attribuée à l'arrondissement de Nice ce qui conduit à revoir les délimitations des circonscriptions. La première circonscription de Nice correspond alors au seul canton de Nice-Ouest soit : la partie de la ville de Nice située sur la rive droite du Paillon, ainsi que les communes de Saint-André, Falicon et La Trinité,.
Le redécoupage des circonscriptions de 1927, entré en vigueur lors des élections législatives de 1928, modifie les limites de la première circonscription de Nice en lui attribuant le seul canton de Nice-4, créé en 1919. Son territoire correspond alors à la partie de la ville de Nice située sur la rive droite du Paillon à l'ouest de la place Masséna, des avenues de la Victoire (actuelle avenue Jean-Médecin), Malausséna et Borriglione et du chemin de grande communication n°14 qui relie Nice à Aspremont. La circonscription est alors réputée pour être celle des « beaux quartiers ».
À partir de 1958, lorsque des circonscriptions législatives sont à nouveau instaurées après leur absence sous le régime de Vichy et sous la Quatrième République, le territoire de l'ancienne première circonscription de Nice correspond à une partie de la deuxième circonscription des Alpes-Maritimes et à une partie de la troisième circonscription des Alpes-Maritimes.

## Historique des députations
| Législature | Début de mandat   | Fin de mandat   | Député | Député                | Parti ou tendance  | Groupe parlementaire                       | Observations |
| --- | ----------------- | --------------- | ------ | --------------------- | ------------------ | ------------------------------------------ | --- |
| Ire | 20 février 1876   | 25 juin 1877    |        | Alfred Borriglione    | Rép. opportunistes | Union républicaine                         | Conseiller général du canton de Sospel |
| IIe | 14 octobre 1877   | 14 octobre 1881 |        | Alfred Borriglione    | Rép. opportunistes | Union républicaine                         | Maire de Nice (à partir de janvier 1878), conseiller général du canton de Sospel                                                                     |
| IIIe | 21 août 1881      | 14 octobre 1885 |        | Alfred Borriglione    | Rép. opportunistes |                                            | Maire de Nice, conseiller général du canton de Sospel                                                                                                |
| Durant la IVe législature, le scrutin d'arrondissement est supprimé conformément à la loi du 16 juin 1885. La 1re circonscription de Nice n'existe donc plus et le département des Alpes-Maritimes forme une circonscription unique dans laquelle les députés sont élus au scrutin de liste majoritaire.                                               |                   |                 |        |                       |                    |                                            | |
| Ve | 22 septembre 1889 | 21 janvier 1890 |        | Raphaël Bischoffsheim | Rép. opportunistes | ULR                                        | Son élection est invalidée pour corruption électorale.                                                                                               |
| Ve | 30 mars 1890      | 14 octobre 1893 |        | Flaminius Raiberti    | Rép. indépendant   | non-inscrit                                | |
| VIe | 20 août 1893      | 31 mai 1898     |        | Flaminius Raiberti    | Rép. progressistes | non-inscrit                                | |
| VIIe | 8 mai 1898        | 31 mai 1902     |        | Flaminius Raiberti    | Rép. progressistes | non-inscrit                                | Conseiller général du canton de Contes (à partir de 1901)                                                                                            |
| VIIIe | 27 avril 1902     | 31 mai 1906     |        | Flaminius Raiberti    | Rép. progressistes | Rép. progressistes                         | Conseiller général du canton de Contes |
| IXe | 6 mai 1906        | 31 mai 1910     |        | Flaminius Raiberti    | Rép. progressistes | Rép. progressistes                         | Conseiller général du canton de Contes |
| Xe | 24 avril 1910     | 31 mai 1914     |        | Flaminius Raiberti    |                    | Rép. progressistes puis Union républicaine | Président du conseil général des Alpes-Maritimes (à partir de 1911)                                                                                  |
| XIe | 26 avril 1914     | 7 décembre 1919 |        | Flaminius Raiberti    | PRD puis ARD       | Gauche démocratique                        | Président du conseil général des Alpes-Maritimes |
| Durant les XIIe et XIIIe législatures, le scrutin d'arrondissement est supprimé pour les Alpes-Maritimes conformément à la loi du 12 juillet 1919. La 1re circonscription de Nice n'existe donc plus et le département des Alpes-Maritimes forme une circonscription unique dans laquelle les députés sont élus au scrutin proportionnel plurinominal. |                   |                 |        |                       |                    |                                            | |
| XIVe | 22 avril 1928     | 31 mai 1932     |        | Édouard Grinda        | AD                 | Républicains de gauche                     | Conseiller général du canton de Beausoleil (jusqu'en 1931), ministre du Travail et de la Prévoyance Sociale (du 13 décembre 1930 au 27 janvier 1931) |
| XVe | 1er mai 1932      | 31 mai 1936     |        | Jean Médecin          |                    | IDG                                        | Maire de Nice. |
| XVIe | 26 avril 1936     | 10 janvier 1939 |        | Jean Médecin          |                    | non-inscrit                                | Maire de Nice. Il entre au Sénat le 10 janvier 1939.                                                                                                 |
| XVIe | 26 mars 1939      | 9 juillet 1940  |        | Jacques Bounin        | PSF                | app. RIAS puis PSF                         | |

## Historique des élections

### Élections de 1876
| Candidat       | Candidat           | Étiquette          | Premier tour | Premier tour |  |
| Candidat       | Candidat           | Étiquette          | Voix         | %            |  |
| -------------- | ------------------ | ------------------ | ------------ | ------------ |  |
|                | Alfred Borriglione | Rép. opportunistes | 5 317        | 98,48        |  |
|                | Autres             |                    | 82           | 1,52         |  |
|                |                    |                    |              |              |  |
| Inscrits       | Inscrits           | Inscrits           | 12 657       | 100          |  |
| Abstentions    | Abstentions        | Abstentions        | 6 985        | 55,19        |  |
| Votants        | Votants            | Votants            | 5 672        | 44,81        |  |
| Blancs et nuls | Blancs et nuls     | Blancs et nuls     | 273          | 4,81         |  |
| Exprimés       | Exprimés           | Exprimés           | 5 399        | 95,19        |  |

Alfred Borriglione, rallié à la République après avoir été séparatiste au début des années 1870, est seul candidat dans la circonscription. Il rassemble le parti républicain français et l'aile libérale du Comité niçois. Le fait que deux autres des quatre circonscriptions du département connaissent une candidature unique laisse penser à un arrangement entre les partis.

### Élections de 1877
| Candidat       | Candidat           | Étiquette          | Premier tour | Premier tour |  |
| Candidat       | Candidat           | Étiquette          | Voix         | %            |  |
| -------------- | ------------------ | ------------------ | ------------ | ------------ |  |
|                | Alfred Borriglione | Union républicaine | 7 443        | 97,78        |  |
|                | Divers             |                    | 118          | 1,55         |  |
|                | Autres             |                    | 51           | 0,67         |  |
|                |                    |                    |              |              |  |
| Inscrits       | Inscrits           | Inscrits           | 13 124       | 100          |  |
| Abstentions    | Abstentions        | Abstentions        | 5 310        | 40,46        |  |
| Votants        | Votants            | Votants            | 7 814        | 59,54        |  |
| Blancs et nuls | Blancs et nuls     | Blancs et nuls     | 202          | 2,59         |  |
| Exprimés       | Exprimés           | Exprimés           | 7 612        | 97,41        |  |

### Élections de 1881
| Candidat       | Candidat           | Étiquette          | Premier tour | Premier tour |  |
| Candidat       | Candidat           | Étiquette          | Voix         | %            |  |
| -------------- | ------------------ | ------------------ | ------------ | ------------ |  |
|                | Alfred Borriglione | Rép. opportunistes | 8 096        | 97,66        |  |
|                | Autres             |                    | 194          | 2,34         |  |
|                |                    |                    |              |              |  |
| Inscrits       | Inscrits           | Inscrits           | 13 979       | 100          |  |
| Abstentions    | Abstentions        | Abstentions        | 5 566        | 39,82        |  |
| Votants        | Votants            | Votants            | 8 413        | 60,18        |  |
| Blancs et nuls | Blancs et nuls     | Blancs et nuls     | 123          | 1,46         |  |
| Exprimés       | Exprimés           | Exprimés           | 8 290        | 98,54        |  |

### Élections de 1889
| Candidats      | Candidats             | Étiquette          | Premier tour | Premier tour |
| Candidats      | Candidats             | Étiquette          | Voix         | %            |
| -------------- | --------------------- | ------------------ | ------------ | ------------ |
|                | Raphaël Bischoffsheim | Rép. opportunistes | 5 074        | 51,08        |
|                | Flaminius Raiberti    | boulangiste        | 4 413        | 44,43        |
|                | Grégoire Ricci        | Rép. progressistes | 447          | 4,50         |
|                |                       |                    |              |              |
| Inscrits       | Inscrits              | Inscrits           | 14 558       | 100          |
| Abstention     | Abstention            | Abstention         | 4 345        | 29,85        |
| Votants        | Votants               | Votants            | 10 213       | 70,15        |
| Blancs et nuls | Blancs et nuls        | Blancs et nuls     | 280          | 2,74         |
| Exprimés       | Exprimés              | Exprimés           | 9 933        | 97,26        |

La campagne électorale est essentiellement centrée autour de la question du boulangisme et de la révision des lois constitutionnelles de 1875. Raphaël Bischoffsheim réussit à coaliser sur son nom les opposants au boulangiste et républicain révisionniste Flaminius Raiberti. Il reçoit notamment le soutien, à contrecœur, de l'adjoint au maire de Nice Alexandre Médecin du « parti niçois national et indépendant », ainsi que du journal Le Petit Niçois.

### Élection partielle de 1890
À la suite de l'invalidation par la Chambre des députés le 21 janvier 1890 de l'élection de Raphaël Bischoffsheim pour corruption et achats de voix, une élection législative partielle est organisée. Le député Alfred Borriglione, élu dans la deuxième circonscription de Nice, démissionne de son mandat pour pouvoir se porter candidat. 
| Candidats      | Candidats          | Étiquette          | Premier tour | Premier tour |
| Candidats      | Candidats          | Étiquette          | Voix         | %            |
| -------------- | ------------------ | ------------------ | ------------ | ------------ |
|                | Flaminius Raiberti | Rép. indépendant   | 5 940        | 52,16        |
|                | Alfred Borriglione | Rép. opportunistes | 5 393        | 47,36        |
|                | Autres             |                    | 54           | 0,47         |
|                |                    |                    |              |              |
| Inscrits       | Inscrits           | Inscrits           | 14 227       | 100          |
| Abstention     | Abstention         | Abstention         | 2 742        | 19,27        |
| Votants        | Votants            | Votants            | 11 485       | 80,73        |
| Blancs et nuls | Blancs et nuls     | Blancs et nuls     | 98           | 0,85         |
| Exprimés       | Exprimés           | Exprimés           | 11 387       | 99,15        |

Lors de cette élection, Flaminius Raiberti abandonne le boulangisme pour rallier la camp républicain. Il déclare soutenir le gouvernement Pierre Tirard II, qui s'appuie sur une large coalition entre les républicains opportunistes, les radicaux et l'extrême gauche face au boulangisme, et s'engage à siéger sur les bancs de la gauche. Ce positionnement à gauche se confirme lorsqu'il affirme trouver Nice « trop centre-gauche ». Il représente à cette élection le camp républicain indépendant face au parti républicain opportuniste représenté par Alfred Borriglione. L'ancien maire de Nice Auguste Raynaud apporte son soutien à Flaminius Raiberti. De leur côté, les partisans d'Alfred Borriglione accusent Raiberti de ne pas être sincère dans son ralliement à la République. Lors de cette élection, les vieux quartiers soutiennent Flaminius Raiberti tandis que les nouveaux quartiers périphériques portent leur choix sur Alfred Borriglione.

### Élections de 1893
| Candidats      | Candidats          | Étiquette          | Premier tour | Premier tour |
| Candidats      | Candidats          | Étiquette          | Voix         | %            |
| -------------- | ------------------ | ------------------ | ------------ | ------------ |
|                | Flaminius Raiberti | Rép. progressistes | 5 504        | 98,83        |
|                | Autres             |                    | 65           | 1,17         |
|                |                    |                    |              |              |
| Inscrits       | Inscrits           | Inscrits           | 15 150       | 100          |
| Abstention     | Abstention         | Abstention         | 6 928        | 45,73        |
| Votants        | Votants            | Votants            | 8 222        | 54,27        |
| Blancs et nuls | Blancs et nuls     | Blancs et nuls     | 2 653        | 32,27        |
| Exprimés       | Exprimés           | Exprimés           | 5 569        | 67,73        |

### Élections de 1898
| Candidats      | Candidats          | Étiquette          | Premier tour | Premier tour |
| Candidats      | Candidats          | Étiquette          | Voix         | %            |
| -------------- | ------------------ | ------------------ | ------------ | ------------ |
|                | Flaminius Raiberti | Rép. progressistes | 9 248        | 86,25        |
|                | Louis Robini       | Républicains       | 1 161        | 10,83        |
|                | Paul Martelli      | socialiste         | 6            | 0,06         |
|                | Autres             |                    | 307          | 2,86         |
|                |                    |                    |              |              |
| Inscrits       | Inscrits           | Inscrits           | 17 303       | 100          |
| Abstention     | Abstention         | Abstention         | 5 411        | 31,27        |
| Votants        | Votants            | Votants            | 11 892       | 68,73        |
| Blancs et nuls | Blancs et nuls     | Blancs et nuls     | 1 170        | 9,84         |
| Exprimés       | Exprimés           | Exprimés           | 10 722       | 90,16        |

### Élections de 1902
| Candidats      | Candidats          | Étiquette                          | Premier tour | Premier tour |
| Candidats      | Candidats          | Étiquette                          | Voix         | %            |
| -------------- | ------------------ | ---------------------------------- | ------------ | ------------ |
|                | Flaminius Raiberti | Rép. progr. (rép. antiministériel) | 10 278       | 84,67        |
|                | Louis Robini       | Républicains                       | 1 342        | 11,06        |
|                | P. Bonnet          | socialiste                         | 224          | 1,85         |
|                | L. Cauvin,         |                                    | 213          | 1,75         |
|                | Peguilhan,         |                                    | 75           | 0,62         |
|                | Autres             |                                    | 7            | 0,06         |
|                |                    |                                    |              |              |
| Inscrits       | Inscrits           | Inscrits                           | 18 918       | 100          |
| Abstention     | Abstention         | Abstention                         | 6 058        | 32,02        |
| Votants        | Votants            | Votants                            | 12 860       | 67,98        |
| Blancs et nuls | Blancs et nuls     | Blancs et nuls                     | 721          | 5,61         |
| Exprimés       | Exprimés           | Exprimés                           | 12 139       | 94,39        |

### Élections de 1906
| Candidats      | Candidats          | Étiquette      | Premier tour | Premier tour |
| Candidats      | Candidats          | Étiquette      | Voix         | %            |
| -------------- | ------------------ | -------------- | ------------ | ------------ |
|                | Flaminius Raiberti | Rép. progr.    | 9 545        | 63,72        |
|                | Origet             | Rad,           | 2 765        | 18,46        |
|                | Jules Sioly        | PRRRS,         | 2 431        | 16,23        |
|                | Robini             |                | 163          | 1,09         |
|                | Cauvin             |                | 34           | 0,23         |
|                | Gontard            |                | 6            | 0,04         |
|                | Travasa            |                | 6            | 0,04         |
|                | Nègre              |                | 2            | 0,01         |
|                | Israël             |                | 1            | 0,01         |
|                | Autres             |                | 27           | 0,18         |
|                |                    |                |              |              |
| Inscrits       | Inscrits           | Inscrits       | 20 986       | 100          |
| Abstention     | Abstention         | Abstention     | 5 615        | 26,76        |
| Votants        | Votants            | Votants        | 15 371       | 73,24        |
| Blancs et nuls | Blancs et nuls     | Blancs et nuls | 391          | 2,54         |
| Exprimés       | Exprimés           | Exprimés       | 14 980       | 97,46        |

Le quotidien local radical Le Phare du Littoral note avec satisaction que Flaminius Raiberti, vainqueur de l'élection, a annoncé lors de la campagne qu'il soutiendrait le gouvernement mené par le radical-socialiste Ferdinand Sarrien, et que « cette légère mais franche orientation à gauche est plus qu'il ne faut exiger d'un député qui représente Nice ».

### Élections de 1910
| Candidats      | Candidats             | Étiquette      | Premier tour | Premier tour |
| Candidats      | Candidats             | Étiquette      | Voix         | %            |
| -------------- | --------------------- | -------------- | ------------ | ------------ |
|                | Flaminius Raiberti    | Rép. progr.    | 8 532        | 95,87        |
|                | Frederick Stackelberg | SFIO           | 296          | 3,33         |
|                | Denegri               |                | 66           | 0,74         |
|                | Gillot                |                | 6            | 0,07         |
|                |                       |                |              |              |
| Inscrits       | Inscrits              | Inscrits       | 15 527       | 100          |
| Abstention     | Abstention            | Abstention     | 5 823        | 37,50        |
| Votants        | Votants               | Votants        | 9 704        | 62,50        |
| Blancs et nuls | Blancs et nuls        | Blancs et nuls | 804          | 8,29         |
| Exprimés       | Exprimés              | Exprimés       | 8 900        | 91,71        |

### Élections de 1914
| Candidats      | Candidats             | Étiquette      | Premier tour | Premier tour |
| Candidats      | Candidats             | Étiquette      | Voix         | %            |
| -------------- | --------------------- | -------------- | ------------ | ------------ |
|                | Flaminius Raiberti    | PRD            | 8 632        | 88,89        |
|                | Frederick Stackelberg | SFIO           | 1 061        | 10,93        |
|                | Ausaldi               |                | 18           | 0,19         |
|                |                       |                |              |              |
| Inscrits       | Inscrits              | Inscrits       | 17 226       | 100          |
| Abstention     | Abstention            | Abstention     | 6 740        | 39,13        |
| Votants        | Votants               | Votants        | 10 486       | 60,87        |
| Blancs et nuls | Blancs et nuls        | Blancs et nuls | 775          | 7,39         |
| Exprimés       | Exprimés              | Exprimés       | 9 711        | 92,61        |

### Élections de 1928
| Candidat       | Candidat          | Parti            | Premier tour | Premier tour |  |
| Candidat       | Candidat          | Parti            | Voix         | %            |  |
| -------------- | ----------------- | ---------------- | ------------ | ------------ |  |
|                | Édouard Grinda    | AD (Rép. de g. ) | 5 667        | 50,73        |  |
|                | Salvagniac        | PRS              | 2 034        | 18,21        |  |
|                | Petitpas          | Rad-ind          | 2 026        | 18,13        |  |
|                | Nicolaï           | Rad-ind          | 587          | 5,25         |  |
|                | Barthélemy Tavera | SFIO             | 417          | 3,73         |  |
|                | Claude Briday     | BOP (PC-SFIC)    | 417          | 3,73         |  |
|                | Divers            |                  | 24           | 0,21         |  |
|                |                   |                  |              |              |  |
| Inscrits       | Inscrits          | Inscrits         | 13 985       | 100          |  |
| Abstentions    | Abstentions       | Abstentions      | 2 552        | 18,25        |  |
| Votants        | Votants           | Votants          | 11 433       | 81,75        |  |
| Blancs et nuls | Blancs et nuls    | Blancs et nuls   | 261          | 2,28         |  |
| Exprimés       | Exprimés          | Exprimés         | 11 172       | 97,72        |  |

### Élections de 1932
| Candidat       | Candidat       | Parti           | Premier tour | Premier tour |  |
| Candidat       | Candidat       | Parti           | Voix         | %            |  |
| -------------- | -------------- | --------------- | ------------ | ------------ |  |
|                | Jean Médecin   | rép. ind. (IDG) | 11 875       | 86,81        |  |
|                | Jules Defaut   | PC-SFIC         | 1 092        | 7,98         |  |
|                | Berthoux       | ind.            | 350          | 2,56         |  |
|                | Donetti        | SFIO            | 327          | 2,39         |  |
|                | Divers         |                 | 36           | 0,26         |  |
|                |                |                 |              |              |  |
| Inscrits       | Inscrits       | Inscrits        | 18 037       | 100          |  |
| Abstentions    | Abstentions    | Abstentions     | 3 839        | 21,28        |  |
| Votants        | Votants        | Votants         | 14 198       | 78,72        |  |
| Blancs et nuls | Blancs et nuls | Blancs et nuls  | 518          | 3,65         |  |
| Exprimés       | Exprimés       | Exprimés        | 13 680       | 96,35        |  |

### Élections de 1936
| Candidat       | Candidat           | Parti          | Premier tour | Premier tour |  |
| Candidat       | Candidat           | Parti          | Voix         | %            |  |
| -------------- | ------------------ | -------------- | ------------ | ------------ |  |
|                | Jean Médecin       | IDG            | 10 837       | 60,78        |  |
|                | Albert Robini      | PC-SFIC        | 4 430        | 24,84        |  |
|                | Marcel Jeanjacquot | SFIO           | 1 983        | 11,12        |  |
|                | Pierre Elissague   | royaliste      | 569          | 3,19         |  |
|                | Émile Béranger     |                | 12           | 0,07         |  |
|                | Pierre-Jean Barral |                | 12           | 0,07         |  |
|                | Pierre Thurotte    |                | 12           | 0,07         |  |
|                | Joseph Rebroin     |                | 12           | 0,07         |  |
|                |                    |                |              |              |  |
| Inscrits       | Inscrits           | Inscrits       | 21 620       | 100          |  |
| Abstentions    | Abstentions        | Abstentions    | 3 290        | 15,22        |  |
| Votants        | Votants            | Votants        | 18 330       | 84,78        |  |
| Blancs et nuls | Blancs et nuls     | Blancs et nuls | 499          | 2,72         |  |
| Exprimés       | Exprimés           | Exprimés       | 17 831       | 97,28        |  |

### Élection partielle de 1939
À la suite de l'élection au Sénat de Jean Médecin, une élection législative partielle est organisée pour le remplacer à la Chambre des députés. Celle-ci a lieu les 19 et 26 mars 1939.
| Candidat       | Candidat       | Parti                    | Premier tour | Premier tour | Second tour | Second tour |  |
| Candidat       | Candidat       | Parti                    | Voix         | %            | Voix        | %           |  |
| -------------- | -------------- | ------------------------ | ------------ | ------------ | ----------- | ----------- |  |
|                | Jacques Bounin | rép. ind. (PSF)          | 3 734        | 22,48        | 8 000       | 47,90       |  |
|                | Albert Robini  | PC-SFIC                  | 3 696        | 22,25        | 4 843       | 28,99       |  |
|                | Marcel Sableau | PRRRS                    | 3 143        | 18,92        | 3 727       | 22,31       |  |
|                | Georges Bensa  | PPF (FL)                 | 2 947        | 17,74        | Retrait     | Retrait     |  |
|                | Ciaudo         | rép. de gauche (AD ind.) | 1 858        | 11,18        | Retrait     | Retrait     |  |
|                | Leca           | SFIO                     | 963          | 5,80         | Retrait     | Retrait     |  |
|                | Charrier       | divers Front populaire   | 272          | 1,64         | 134         | 0,80        |  |
|                |                |                          |              |              |             |             |  |
| Inscrits       | Inscrits       | Inscrits                 |              |              | 21 940      | 100         |  |
| Abstentions    | Abstentions    | Abstentions              |              |              | 5 044       | 22,99       |  |
| Votants        | Votants        | Votants                  |              |              | 16 896      | 77,01       |  |
| Blancs et nuls | Blancs et nuls | Blancs et nuls           |              |              | 193         | 1,14        |  |
| Exprimés       | Exprimés       | Exprimés                 | 16 613       |              | 16 703      | 98,86       |  |

Jacques Bounin est soutenu par le sénateur-maire de Nice Jean Médecin et par le Parti social français (PSF),. Georges Bensa (PPF), soutenu au premier tour par la Fédération républicaine et par le Parti républicain national et social (PRNS) de Pierre Taittinger, se désiste au second tour en faveur de Jacques Bounin, de même que Ciaudo. Le socialiste Leca se désiste en faveur du communiste Albert Robini.